# Rey Dedede
Rey Dedede (デデデ大王 Dedede Daiō?) es un personaje ficticio  del juego Kirby  creada por Masahiro Sakurai y desarrollada por HAL Laboratorio. Este apareció por primera vez en 1992 en el juego Kirby's Dream Land como el antagonista principal y en todas las demás entregas de la serie exceptuando Kirby y el laberinto de los espejos (2004) y Kirby y el Pincel Arcoíris (2015). También ha aparecido en varios cómics, en el anime Hoshi no Kirby y en el popular juego de peleas Super Smash Bros (específicamente en Super Smash Bros. Brawl y en todos los lanzamientos posteriores).
Rey Dedede es rival y aliado de Kirby, por lo que se le describe como su "Amienemigo". A pesar de que Dedede a menudo pelea contra Kirby, justo como si de un villano se tratase, para los críticos de videojuego, su moralidad sigue siendo objeto de discusión;  los procederes del rey son impulsados, más  por codicia y egoísmo que por maldad. Como argumento de esta idea, Dedede  trabaja en conjunto  con  Kirby para hacerle frente a grandes amenazas (como en Kirby 64: El Cristal Shards). Además, en algunos de sus roles como antagonista, es controlado contra su voluntad (como en Kirby's Dream Land 2 y 3) o representado como alguien con motivos heroicos, como el de romper la Varita Estelar para proteger a los habitantes de Dream Land.